# یوگی (هندوئیسم)

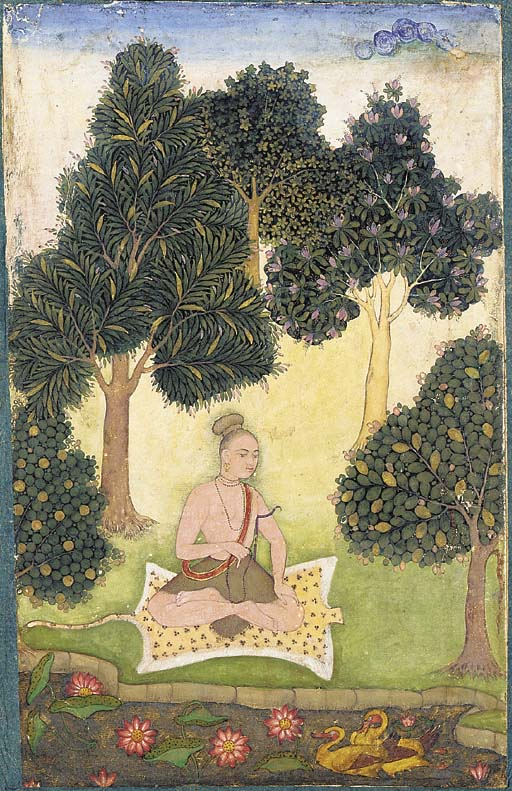
یک یوگی، نشسته در باغ

یوگی  یک تمرین کننده مرد یوگا است. همچنین این اصطلاح، برای اشارهٔ ویژه به سیت‌ها بکار می‌رود، و به گونه‌ای گسترده‌تر؛ به ریاضتکشانِ مدیتیشن در شماری از دین‌های هندی از جمله هندوئیسم، آیین بودایی و جین (دین) گفته می‌شود.

## سرچشمه‌ها
- Feuerstein, Georg (2000), The Shambhala Encyclopedia of Yoga, Shambhala Publications
- Rosen, Richard (2012), Original Yoga: Rediscovering Traditional Practices of Hatha Yoga, Shambhala Publications
- White, David Gordon (2012), The Alchemical Body: Siddha Traditions in Medieval India, University of Chicago Press
- Zimmermann, Marion (2003), A short introduction: The Tamil Siddhas and the Siddha medicine of Tamil Nadu, GRIN Verlag, p. 4, ISBN 9783638187411